# Аутоеротизам
Аутоеротизам је задовољење сексуалног нагона на сопственом телу или делу тела као објекту. По психоаналитичарима карактеристичан је за почетке дечје сексуалности (нпр. сисање прста, љуљање). Аутоеротизам се односи на спонтано сексуално узбуђење које није изазвано споља, већ самим субјектом. Аутоеротизам је, по психоанализи, важна појава у инфантилној сексуалности. Развој либида иде од аутоеротизма до налажења биолошки и социјално адекватног објекта изван сопственог тела. Само у патолошком и регресивном развоју личности долази до фиксирања на аутоеротске облике задовољења, што се манифестује у неурозама, психозама и перверзијама.